# 上海人民出版社
上海人民出版社（しゃんはいじんみんしゅっぱんしゃ）は、中国上海市に拠点を置く学術出版の重要機関。1951年設立。社会科学・人文科学を中心に、政治、経済、歴史、法学、哲学分野の専門書や一般向け書籍を刊行。学術研究の発展と文化の継承を使命とし、「学術を広め、文明を伝える」を理念に活動。
主な出版物に『資本論』の現代解釈版、上海地域文化を探る「海派文化叢書」、現代中国学者の研究著作などがあり、累計出版点数は1万点を超える。